# Ніжний пройдисвіт
Ніжний пройдисвіт (фр. Tendre Voyou) — французька кінокомедія 1966 року, знята Жаном Беккером, з Жаном-Полем Бельмондо у головній ролі.

## Сюжет
Жан-Поль Бельмондо грає хронічного ловеласа і гульвісу Тоні Марешаля, що охмуряє багатих дам. Він, перестрибуючи з одного дамського ліжка в інше, залишає їх чоловіків у дурнях, а часто й без грошей.

## У ролях
- Жан-Поль Бельмондо — Тоні Марешаль
- Надя Тіллер — Мінна фон Страссхофер, баронеса
- Жан-П'єр Мар'єль — Боб
- Роберт Морлі — лорд Свіфт
- Женев'єва Паж — Беатріс
- Марсель Даліо — батько Веронік
- Мішлін Дакс — Марджорі
- Мішель Жирардон — другорядна роль
- Філіпп Нуаре — другорядна роль
- Марія Паком — Жермен
- Петер Карстен — Отто Хайнц
- Еллен Баль — Жозетт
- П'єр Торнад — другорядна роль
- Раймон Мьоньє — другорядна роль
- Поль Мерсі — месьє Понсе
- Арманде Наварре — другорядна роль
- Пола Дееллі — другорядна роль
- Ойа Кодар — Еріка
- Жан Озенн — другорядна роль
- Леруа Ейн — другорядна роль
- Дуглас Рід — другорядна роль
- Іван Десні — другорядна роль
- Мілен Демонжо — Мюрієль
- Стефанія Сандреллі — Веронік
- Домінік Зарді — другорядна роль
- Амаранда — Морісетт
- Джеральдіна Лінтон — другорядна роль
- Моріс Озель — другорядна роль
- Жакі Бланшо — другорядна роль
- Марк Делніц — другорядна роль
- П'єр Дункан — другорядна роль
- П'єр Лепру — другорядна роль
- Андре Руйє — другорядна роль
- Елізабет Тейсьє — другорядна роль
- Віржині Віньон — другорядна роль

## Знімальна група
- Режисер — Жан Беккер
- Сценаристи — Мішель Одіар, Данієль Буланже, Жан Беккер, Альбер Сімонен
- Оператор — Едмон Сешан
- Композитор — Мішель Легран
- Художник — Жорж Вакевич
- Продюсер — Поль-Едмон Дешарм